# Ardeotis nigriceps
L'otarda maggiore indiana (Ardeotis nigriceps (Vigors, 1831)) è un rarissimo uccello della famiglia degli Otididi originario dell'India.

## Descrizione

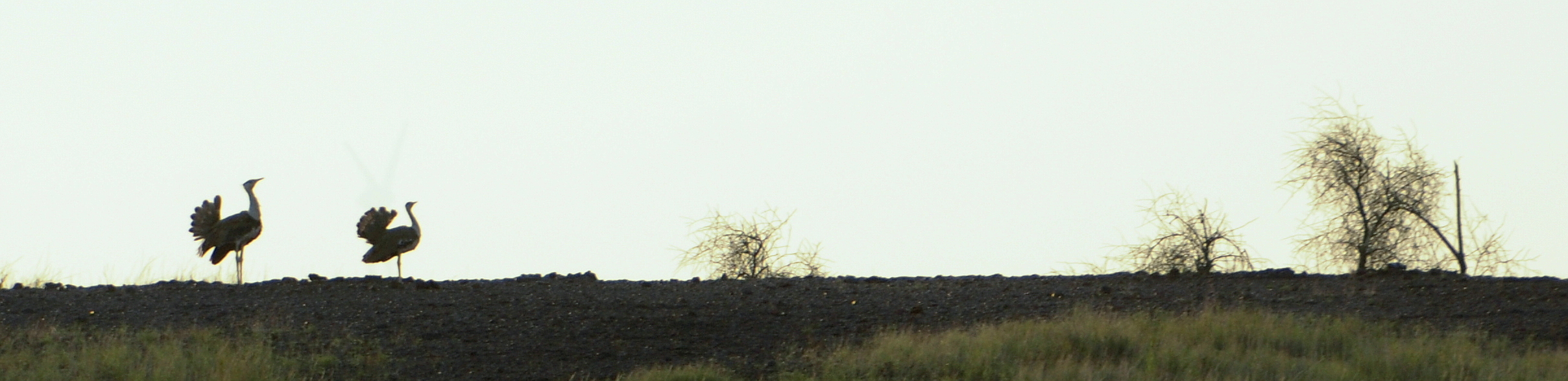
Maschio (a sinistra) e femmina in parata (Rajasthan).

### Dimensioni
Il maschio misura 100–122 cm di lunghezza, per un peso di 8000-14.500 g; la femmina misura 76–92 cm di lunghezza, per un peso di 3500-6750 g.

### Aspetto
Questo grosso uccello terricolo ricorda sotto molti aspetti un piccolo struzzo. Le zampe possenti e nude e la postura molto orizzontale gli conferiscono una sagoma molto caratteristica.
Nei maschi, le parti superiori sono di un colore bruno sabbia con sottili vermicolature nere. Dal cappuccio nero si diparte una cresta piuttosto discreta. Le parti inferiori bianche sono attraversate da una larga fascia scura a livello della parte bassa del petto. Sui fianchi e sul sottocoda vi sono delle macchie circolari nere. In volo, le grandi dimensioni, il lungo collo disteso sul quale spicca il nero del vertice, le parti inferiori bianche e le grosse macchie bianche vicino alle estremità delle ali costituiscono delle caratteristiche identificative peculiari di questa specie. La femmina è molto simile al maschio, ma è di dimensioni più piccole. Il bianco della testa e del collo è inoltre meno puro, più vermicolato. La fascia pettorale è assente o a malapena distinguibile sui fianchi. Tuttavia, in alcuni esemplari, appare abbastanza completa.
I giovani maschi si differenziano dalle femmine adulte per avere delle macchie beige che ornano il cappuccio, la parte posteriore del collo e la mantellina. I pulcini sono ricoperti da un piumino beige con dei segni neri sulle parti superiori, mentre le parti inferiori sono di un beige molto chiaro.

### Voce
Il grido di allarme è una sorta di latrato o di muggito che può essere trascritto come un hook, che ha fatto guadagnare alla specie il nome locale di Hookna nella regione di Gwalior, nel nord del Madhya Pradesh. Durante le parate nuziali, l'otarda maggiore indiana produce un lamento potente ed esplosivo che può essere udito ad una distanza superiore ai 500 metri.

## Biologia

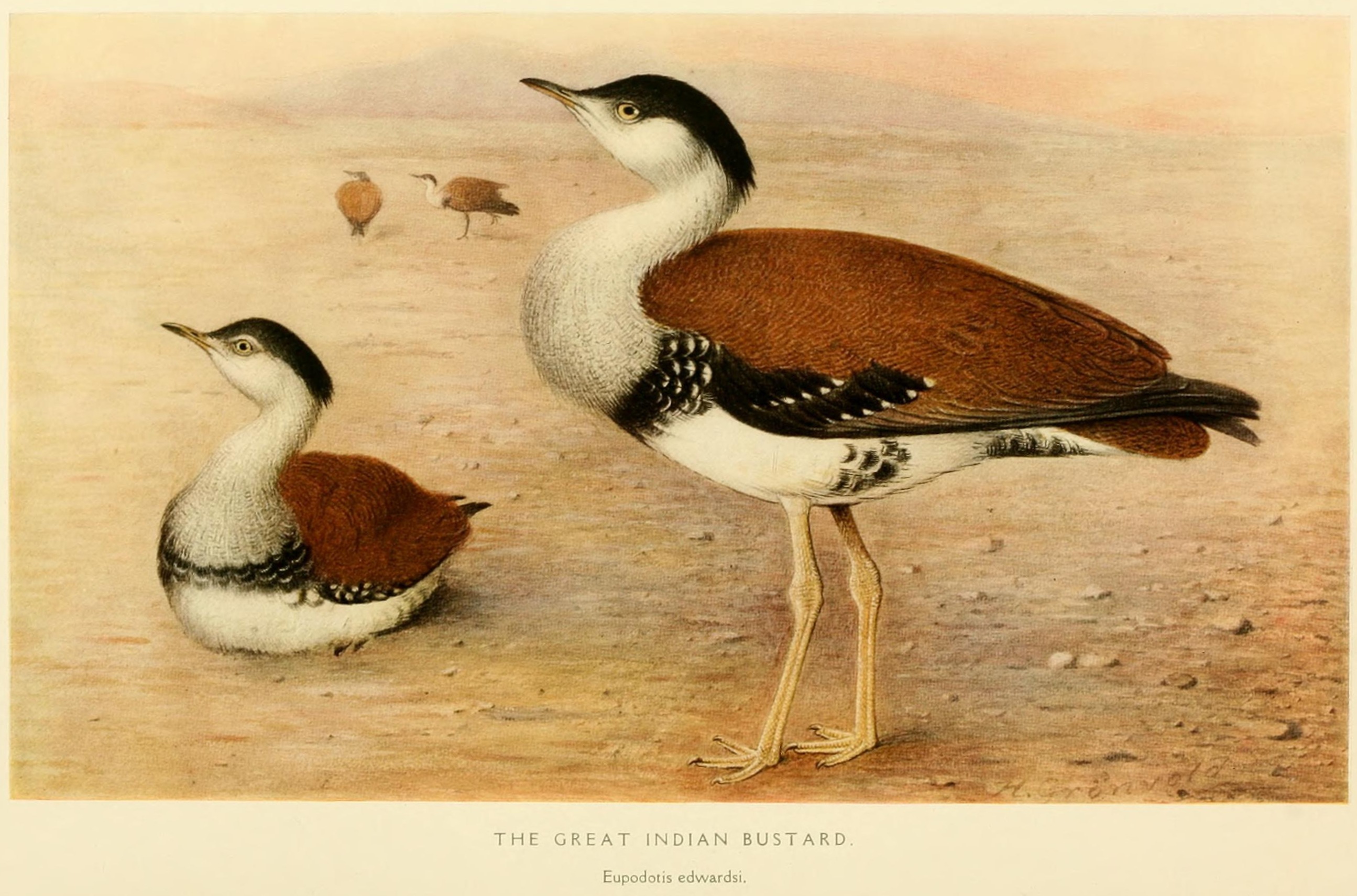
Illustrazione di Henrik Grönvold tratta da Game-birds of India, Burma and Ceylon di E. C. Stuart Baker.

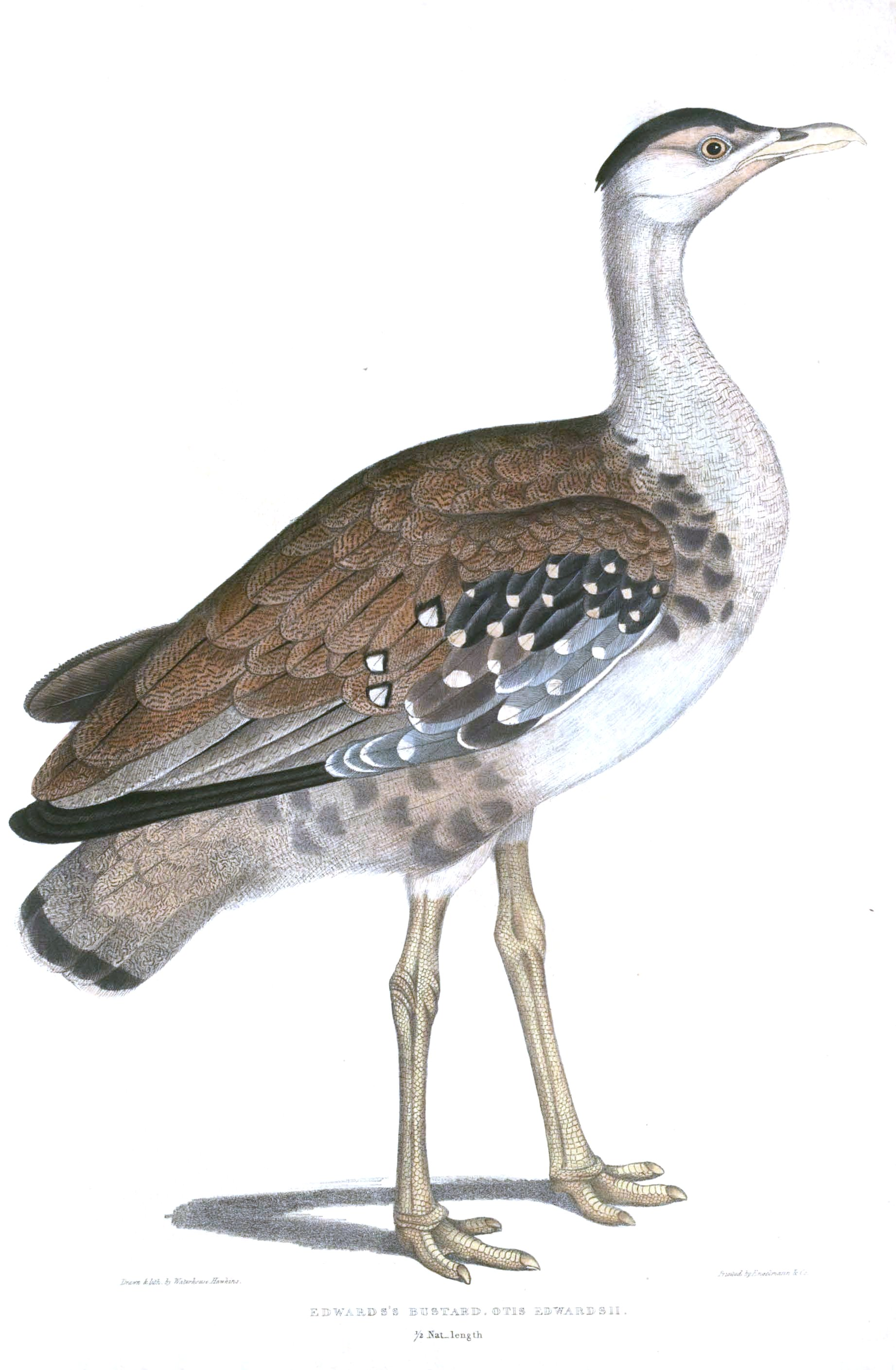
Disegno tratto da Illustrations of Indian Zoology di T. Hardwicke (1830-1835).

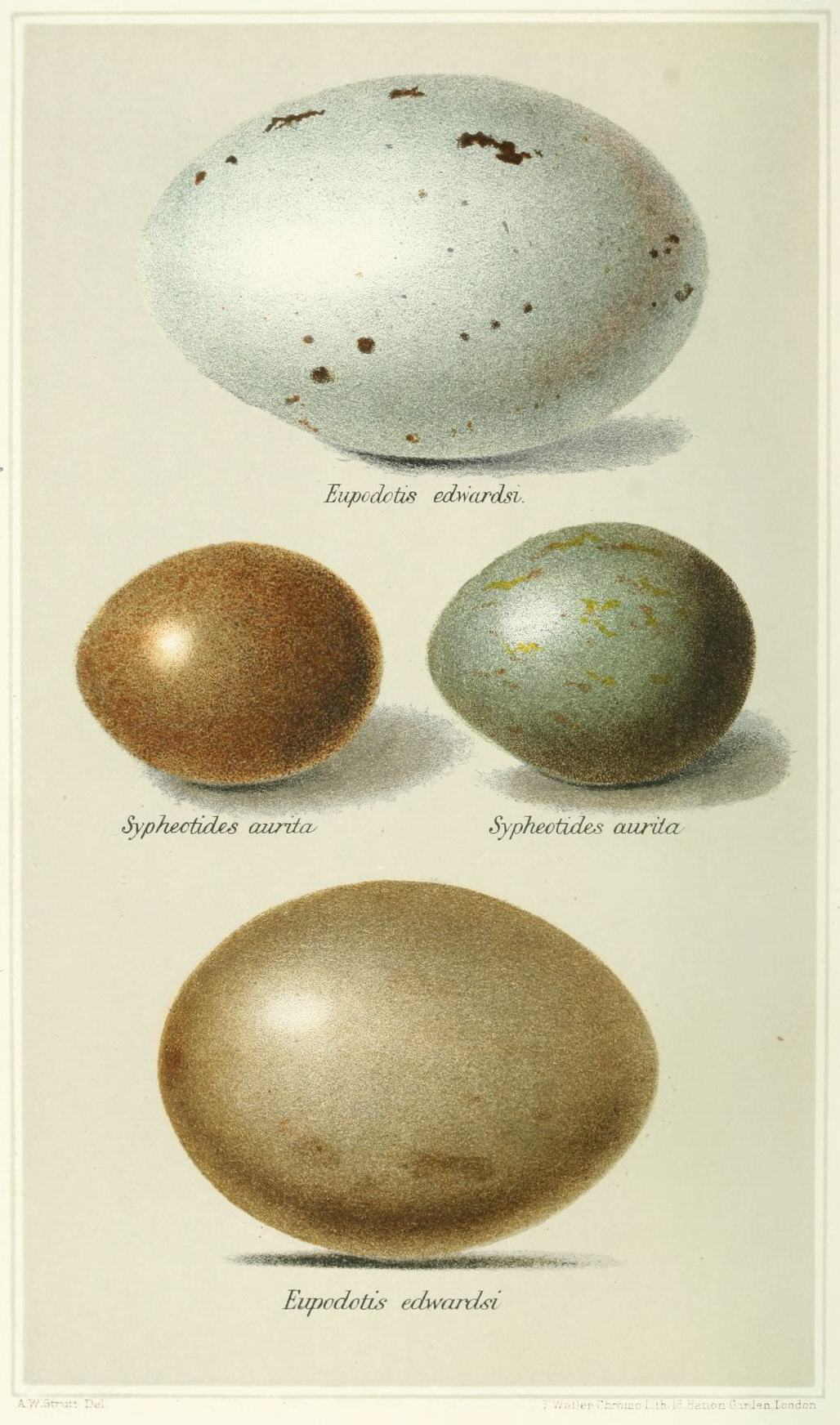
Le uova a confronto con quelle più piccole del florican minore.

Le otarde maggiori indiane vivono generalmente in coppie sparse o in piccoli gruppi di 5-6 uccelli. Tuttavia, in alcune occasioni possono essere visti anche gruppi in marcia costituiti da 25-30 individui. Queste otarde sono estremamente prudenti e timide ed è praticamente impossibile avvicinarle a piedi. Purtroppo, senza che se ne possa spiegare il motivo, non sono affatto intimidite dal motore delle jeep, quindi cadono spesso vittime dei bracconieri. Le otarde maggiori indiane sono in grado di correre a velocità molto elevata se necessario. In caso di pericolo, preferiscono accovacciarsi dietro un cespuglio e rimanere immobili mentre la minaccia si allontana. Si mostrano spesso riluttanti a fuggire via in volo, ma in caso di necessità decollano alla maniera di un avvoltoio, con battiti d'ala vigorosi e volontari. Le otarde maggiori indiane non volano mai a grande altezza, ma sono comunque in grado di percorrere lunghe distanze prima di atterrare nuovamente.
Sebbene siano sedentari, questi uccelli effettuano brevi spostamenti locali che non possono essere pienamente compresi. Sappiamo tuttavia che questi movimenti di popolazioni avvengono generalmente poco dopo il monsone.

### Alimentazione
Le otarde maggiori indiane sono uccelli onnivori. Si nutrono di semi di cereali (in particolare di orzo) e delle tenere radici di molte piante, tra cui quelle di senape sono tra le più preferite. Questi uccelli mangiano anche le bacche e i frutti polposi col nocciolo che trovano negli arbusti del genere Ziziphus o Carissa. Oltre a sostanze di origine vegetale, le otarde maggiori indiane adorano le locuste, le cavallette e i coleotteri di diverse famiglie. In certi periodi dell'anno privilegiano il consumo di cantaridi verdi, che producono una sostanza che irrita le loro carni più o meno gravemente. Le otarde maggiori indiane completano il loro menù con lucertole, millepiedi e serpenti (comprese specie velenose che possono raggiungere talvolta i 2 metri di lunghezza). Vengono ingeriti anche piccoli frammenti di ghiaia, senza dubbio per facilitare il transito intestinale.

### Riproduzione
La stagione di nidificazione cade principalmente tra marzo e settembre, ma a livello locale può avere luogo in altri mesi dell'anno. Il nido è costituito da una depressione poco profonda posta sul terreno ai piedi di un cespuglio in una vasta prateria. L'interno è spesso rivestito con fili d'erba. La covata comprende di solito un unico uovo, raramente due. Questo presenta una colorazione opaca o bruno-oliva chiara, tanto che si confonde spesso con il colore del terreno. Il guscio è leggermente macchiato di bruno. Misura in media 80 millimetri per 60.
Le otarde maggiori indiane sono poligame. Ogni maschio possiede all'incirca dalle 3 alle 5 compagne. Durante le parate, i maschi si posizionano su un piccolo monticello all'interno di uno spazio chiamato comunemente lek o «arena nuziale». Qui si pavoneggiano e adottano posture eccessive ai limiti del grottesco. Gonfiano infatti la loro sacca golare, che raggiunge quindi delle dimensioni incredibili e pende oscillando tra le zampe. La coda è tenuta ben sollevata al di sopra del dorso e viene animata con movimenti dall'alto verso il basso. Questi rituali vengono talvolta eseguiti anche quando non ci sono femmine nelle vicinanze. Le parate che precedono l'accoppiamento non sono ancora state descritte.
La cova e le cure parentali sono compito esclusivo della femmina. La durata dell'incubazione è sconosciuta. Le covate subiscono gravi danni a causa delle razzie dei corvi. All'avvicinarsi di un intruso o di un predatore, la femmina esegue una parata di distrazione: vola a zig-zag e trascina la zampa come se fosse ferita per distogliere l'attenzione dal nido.

## Distribuzione e habitat
Le otarde maggiori indiane frequentano principalmente le praterie aride o semiaride, i territori aperti con boscaglie spinose e le distese di erba alta che si alternano a terreni agricoli. Evitano le zone irrigate. Il loro habitat è notevolmente diminuito da quando le zone semiaride del Rajasthan e di altre regioni sono state attraversate da canali di irrigazione che le hanno trasformate in superfici dove si pratica l'agricoltura intensiva.
All'inizio del XX secolo, l'otarda maggiore indiana era diffusa in tutto il subcontinente indiano. Il suo areale si estendeva dal Pakistan orientale (Sindh, Punjab) al Bengala Occidentale e all'Orissa, proseguendo lungo la penisola fino a Madras. Oggi, il suo areale è ridotto a poche sacche residue. La specie è ancora piuttosto diffusa nel Gujarat (penisola di Kutch), sull'altopiano del Deccan e in misura minore nello stato di Mysore. Nonostante il suo areale piuttosto ampio, questo uccello è considerato monotipico, cioè non è diviso in sottospecie.

## Conservazione
La specie è sull'orlo dell'estinzione. Nel 2008, data molto recente, la popolazione complessiva era stimata attorno alle 300 unità. Le otarde maggiori indiane sono vittime della riconversione delle zone aride in terreni adibiti all'agricoltura intensiva. In Pakistan e in altre aree, questi uccelli vengono cacciati per la carne o per semplice divertimento. Nel Madhya Pradesh ci sono almeno due santuari dove questi uccelli sono protetti. Anche nel Maharashtra e nell'Andhra Pradesh ci sono dei parchi in cui questa specie gode di protezione totale. Tutti i tentativi di allevare questo uccello in cattività hanno finora fallito.